# Внуково (Гороховецкий район)
Внуково — деревня в Гороховецком районе Владимирской области России, входит в состав Денисовского сельского поселения.

## География
Деревня расположена на берегу реки Илинда в 15 км на юго-восток от центра поселения посёлка Пролетарский и в 26 км на юго-запад от Гороховца, на автодороге 17К-2 Муром – М-7 «Волга».

## История
По переписным книгам 1628 года деревня входила в состав Кожинского прихода, в ней было 3 двора крестьянских и 2 бобыльских. 
В XIX — первой четверти XX века деревня входила в состав Кожинской волости Гороховецкого уезда, с 1926 года — в составе Гороховецкой волости Вязниковского уезда. В 1859 году в деревне числилось 42 двора, в 1905 году — 80 дворов, в 1926 году — 81 дворов.
С 1929 года деревня являлась центром Внуковского сельсовета Гороховецкого района, с 1940 года — в составе Кожинского сельсовета, с 1959 года — в составе Чулковского сельсовета, с 2005 года в составе Денисовского сельского поселения.

## Население
| 1859 | 1905 | 1926 | 2002 | 2010 | 2021 |
| ---- | ---- | ---- | ---- | ---- | ---- |
| 432  | ↘431 | ↘340 | ↘12  | ↘5   | ↘3   |